# 波加尔 (俄罗斯)
波加尔（羅馬化：Pogar）是俄罗斯布良斯克州的市级镇、波加尔区行政中心，位于杰斯纳河支流苏多斯季河畔，在州府布良斯克西南。
该地2021年人口有8,286人；2010年人口9,990；2002年人口11,471；1989年人口9,959。